# István Szabó (Politiker, 1878)
István Szabó von Sokorópátka (auch István Szabó Sokorópátkai; * 5. Oktober 1878 in Sokorópátka, Komitat Győr; † 1. Dezember 1938 ebenda) war ein ungarischer Politiker und Minister.

## Leben
Szabó wuchs unter einfachen Verhältnissen auf und arbeitete in seiner Jugend als Tagelöhner. Ab 1899 diente er im 19. k.u.k. Infanterieregiment und wurde nach seiner Rückkehr Gemeinderat und ab 1909 Gemeinderichter. Ab 1911 war er Mitglied im gesetzgebenden Ausschuss des Komitats und leistete nach Ausbruch des Weltkriegs drei Jahre lang Kriegsdienst. Nach Zusammenbruch Österreich-Ungarns und Ausrufung der Ungarischen Räterepublik wurde Szabó in Geiselhaft genommen und wegen seiner gegenrevolutionären Tätigkeit am 30. Juli 1919 zum Tode verurteilt. Das Urteil wurde jedoch aufgrund des Zerfalls der Räterepublik nicht mehr vollstreckt. Anschließend reformierte er mit Gyula Rubinek die Landarbeiterpartei und war von 27. August 1919 bis 16. Dezember 1920 in verschiedenen Regierungen Minister ohne Geschäftsbereich für Kleinlandwirte. Ab 1920 war er für den Wahlkreis Győrszentmárton Abgeordneter der Nationalversammlung, ab 1927 des Abgeordnetenhauses. 1931 zog er sich aus der Politik zurück.